# Caloptilia viridula
Caloptilia viridula är en fjärilsart som först beskrevs av Philipp Christoph Zeller 1877.  Caloptilia viridula ingår i släktet Caloptilia och familjen styltmalar.
Artens utbredningsområde är Colombia. Inga underarter finns listade i Catalogue of Life.